# Agabus pallens
Agabus pallens är en skalbaggsart som beskrevs av Bertil Robert Poppius 1905. Agabus pallens ingår i släktet Agabus och familjen dykare. Inga underarter finns listade i Catalogue of Life.